# 海恩德拉

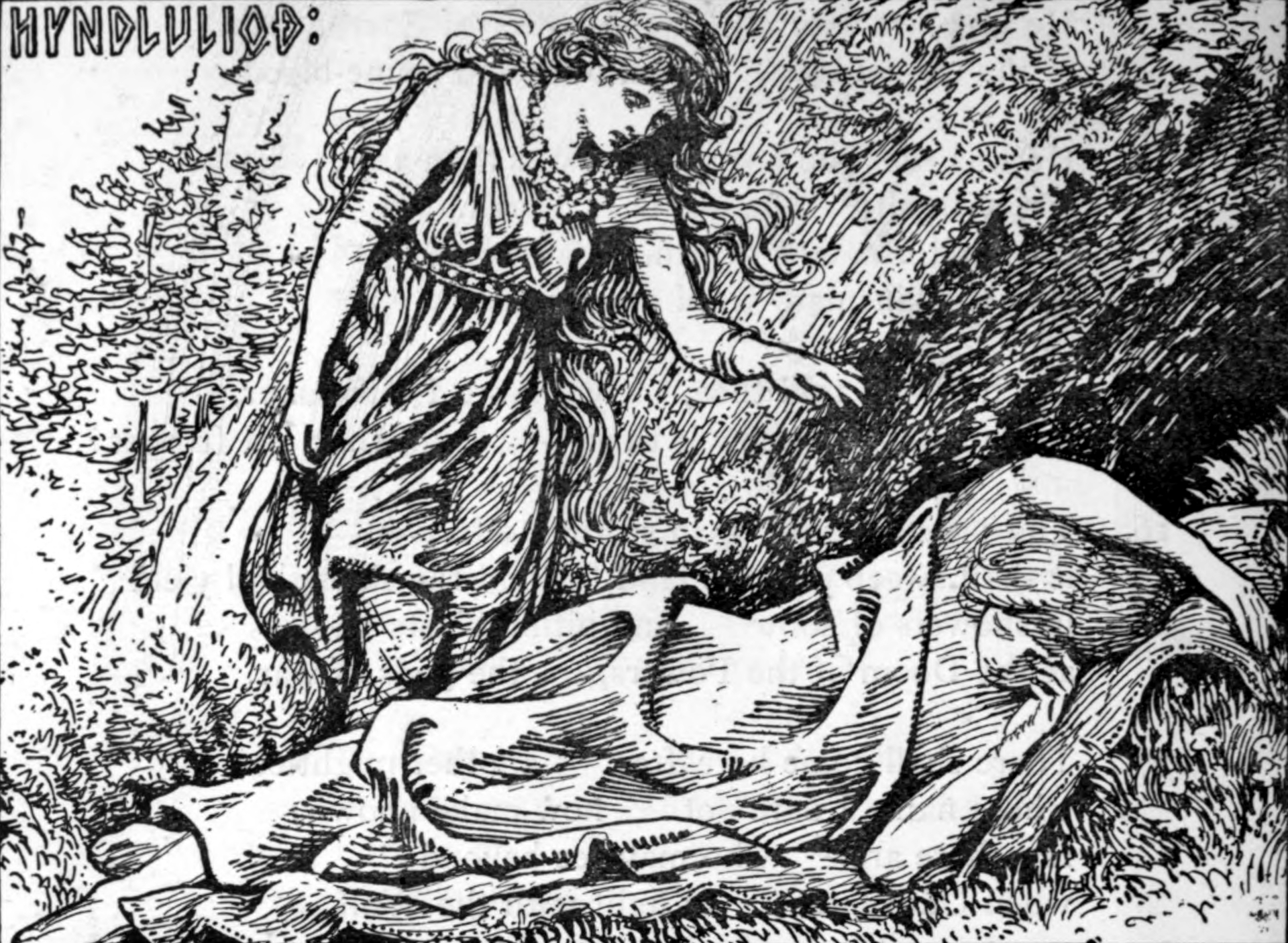
弗蕾亚唤醒海恩德拉 (1908年柯林武德创作).

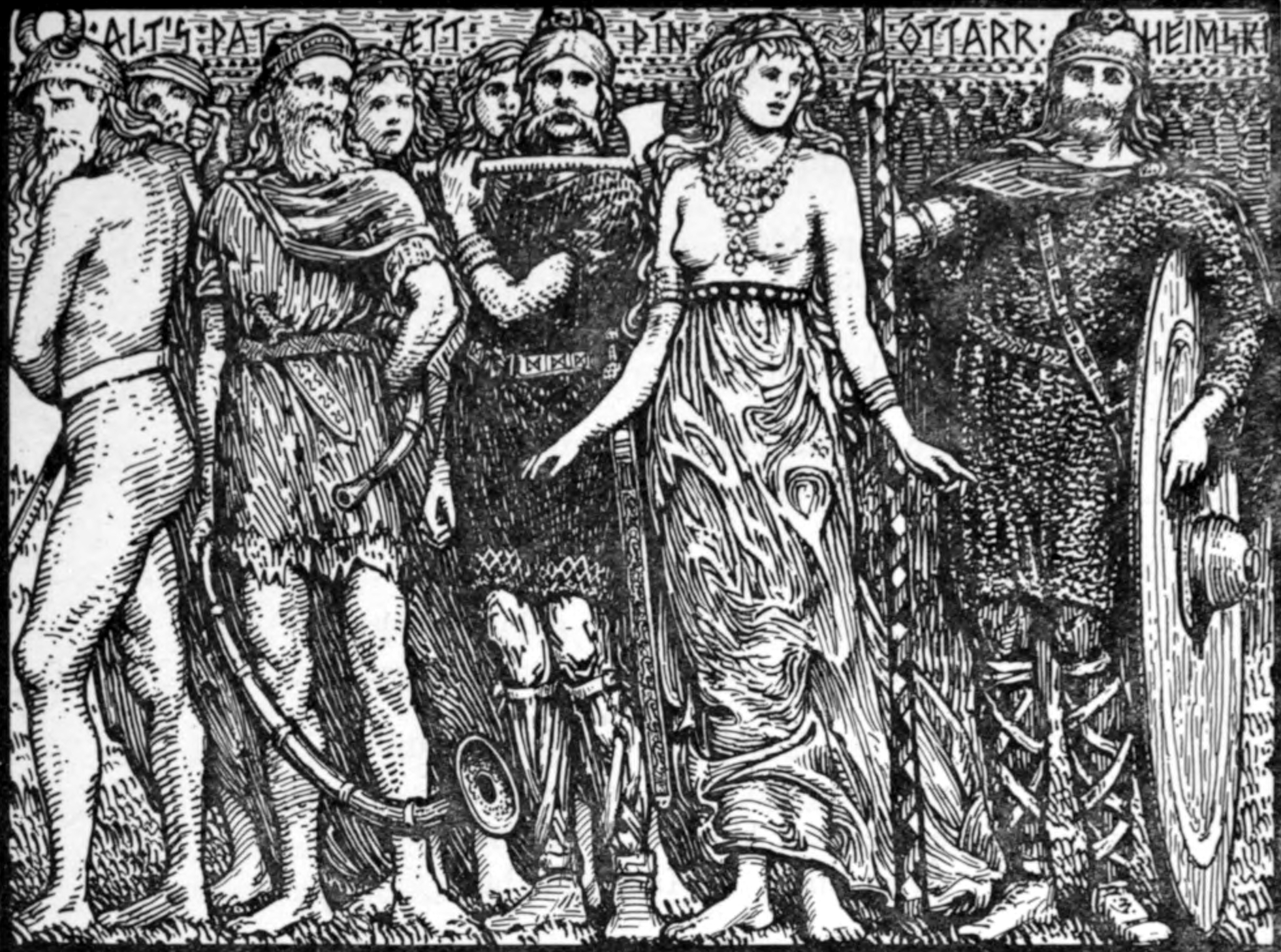
欧特的祖先 (1908年柯林武德创作).

〈海恩德拉〉是一首古斯堪的纳维亚语诗，常被认为是《诗体埃达》的一部分。它仅被完整地保存在《弗拉泰书》中，部分章节也被引用到《散文埃达》中，在那里被说成是来自《Völuspá hin skamma》。
在诗中，女神弗蕾亚遇到渥尔娃女巫海恩德拉（Hyndla），然后俩人一起赶往瓦尔哈拉殿堂。弗蕾亚骑着她的野猪希爾帝斯維尼，海恩德拉骑在她的狼上。她们的任务就是找出欧特的族谱，以便可让他得到继承权，大部分涉及海恩德拉的叙事诗都是背诵一些欧特祖先的名字。这首诗可能形成于十二世纪。

## 参阅
1. ↑  《世界神话辞典》，“弗雷亚”，第145页，辽宁人民出版社，1989年

### 英文翻译
- Hyndluljoth （页面存档备份，存于） 翻译和评论,亨利·亚当斯·贝洛斯
- Hyndluljóð W. H. Auden 和 P. B. Taylor 翻译

### 古挪威语版本
- Hyndluljóð （页面存档备份，存于） Sophus Bugge's edition of the manuscript text
- Hyndluljóð Guðni Jónsson's edition with normalized spelling